# Prakash Vijayanath
Prakash Vijayanath (* 7. November 1994 in Madurai) ist ein südafrikanischer Badmintonspieler. 

## Karriere
Prakash Vijayanath gewann bei der Badminton-Afrikameisterschaft 2013 Silber im Herreneinzel. Bei den Botswana International 2013, den South Africa International 2013 und den Zambia International 2014 belegte er Rang drei, bei den South Africa International 2014 Rang zwei. 2014 startete er bei den Commonwealth Games.